# Alfred Tacke
Alfred Tacke (* 13. Juli 1951 in Celle) ist ein deutscher Politiker (SPD) und Manager. Er war von 1990 bis 2004 ein enger Berater von Gerhard Schröder und war von Ende 2004 bis Ende 2006 Vorstandsvorsitzender des Stromversorgungsunternehmens STEAG. Von Anfang 2007 bis Ende 2008 war er Vorsitzender der Geschäftsführung der Evonik Steag GmbH. Von September 2006 bis Ende 2008 war Tacke darüber hinaus Mitglied des Vorstands der RAG Beteiligungs-AG, die am 12. September 2007 in Evonik Industries AG umbenannt wurde.

## Leben
Tacke studierte nach seinem Abitur von 1971 bis 1975 Wirtschaftswissenschaften in Freiburg und Berlin. Danach war er Assistent an der Universität Oldenburg, wo er 1982 über die Entwicklung in der deutschen Werftindustrie promovierte. Bis 1990 war er Referent für Wirtschafts- und Umweltpolitik beim Landesverband des DGB in Hannover.
1990 holte Gerhard Schröder nach seiner Wahl zum niedersächsischen Ministerpräsidenten Tacke als Referatsleiter für Wirtschafts- und Strukturpolitik in die niedersächsische Staatskanzlei. 1991 löste Tacke Gunter Kappert als beamteter Staatssekretär im Niedersächsischen Ministerium für Wirtschaft, Technologie und Verkehr ab.  1998 wurde er unter Bundeskanzler Schröder beamteter Staatssekretär von Werner Müller im Bundesministerium für Wirtschaft und Technologie.
Ab 2000 war er zusätzlich als „Sherpa (Chefunterhändler)“ des Bundeskanzlers für die Vorbereitung der G8-Weltwirtschaftsgipfel zuständig. Der Staatssekretär galt als Pragmatiker und guter Kenner der Energiebranche. Im Jahr 2002 erteilte er in Vertretung von Wirtschaftsminister Müller die Ministererlaubnis bei der Übernahme der Ruhrgas AG durch E.ON.
Im April 2004 wurde Tacke als möglicher Nachfolger von Ernst Welteke als Präsident der Deutschen Bundesbank gehandelt.
Ende 2004 gab Tacke seinen Posten als Staatssekretär auf und wurde Vorstandsvorsitzender beim Stromversorgungsunternehmen STEAG, einer 100%igen Tochter der RAG Aktiengesellschaft, an der wiederum E.ON beteiligt ist. Von Juni 2003 bis zum 31. Dezember 2008 wurde die RAG von seinem ehemaligen Chef Werner Müller geleitet. Als Grund wurden Differenzen Tackes mit dem zweiten Staatssekretär im Ministerium Georg-Wilhelm Adamowitsch genannt, einem engen Vertrauten des damaligen Bundesministers für Wirtschaft und Arbeit, Wolfgang Clement.
2009 wurde er Mitglied des „Lenkungsrats Unternehmensfinanzierung“ im Wirtschaftsfonds Deutschland.
Er ist Vater der Fernsehmoderatorin Sarah Tacke.

## Schriften
- Stagnation der Industrie – Krise der Region? Am Beispiel von Branchen- und Betriebsstudien im Raum Ostfriesland-Oldenburg-Emsland. Dissertation Universität Oldenburg, Campus, Frankfurt/Main, New York 1982, ISBN 3-593-33125-X.